# ولشویک
ولشویک (به لاتین: Velešovice) یک ناحیه در جمهوری چک است که در Vyškov District واقع شده‌است.

## خصوصیات
ولشویک ۶٫۵۷ کیلومترمربع مساحت و ۱٬۲۳۵ نفر جمعیت دارد و ۲۲۸ متر بالاتر از سطح دریا واقع شده‌است.